# Neu-Ödernitz
Neu-Ödernitz ist ein Dorf im Landkreis Görlitz in Sachsen. Der Ort gehört zum Kernbereich der Stadt Niesky und hat keinen Ortsteilstatus. Bis 1929 war Neu-Ödernitz ein Ortsteil der Gemeinde Ödernitz. Der Ort besteht überwiegend aus im 20. Jahrhundert von der Firma Christoph & Unmack erbauten Holzfertighäusern, die zum größten Teil unter Denkmalschutz stehen.

## Lage
Neu-Ödernitz liegt in der Oberlausitz, unmittelbar südöstlich von Niesky. Zusammen mit Niesky und dem nördlich angrenzenden Neu-Särichen bildet Neu-Ödernitz eine zusammenhängende Siedlungsfläche. Weitere Nachbarorte sind Horka im Osten, Särichen im Südosten, Ödernitz im Süden und Jänkendorf Schäferei im Südwesten. Im Norden bildet die Staatsstraße 121 die historische Grenze zwischen Neu-Särichen und Neu-Ödernitz, im Westen wird Neu-Ödernitz durch die Rosenstraße begrenzt. Die Bundesstraße 115 liegt knapp zwei Kilometer südlich von Neu-Ödernitz.

## Geschichte

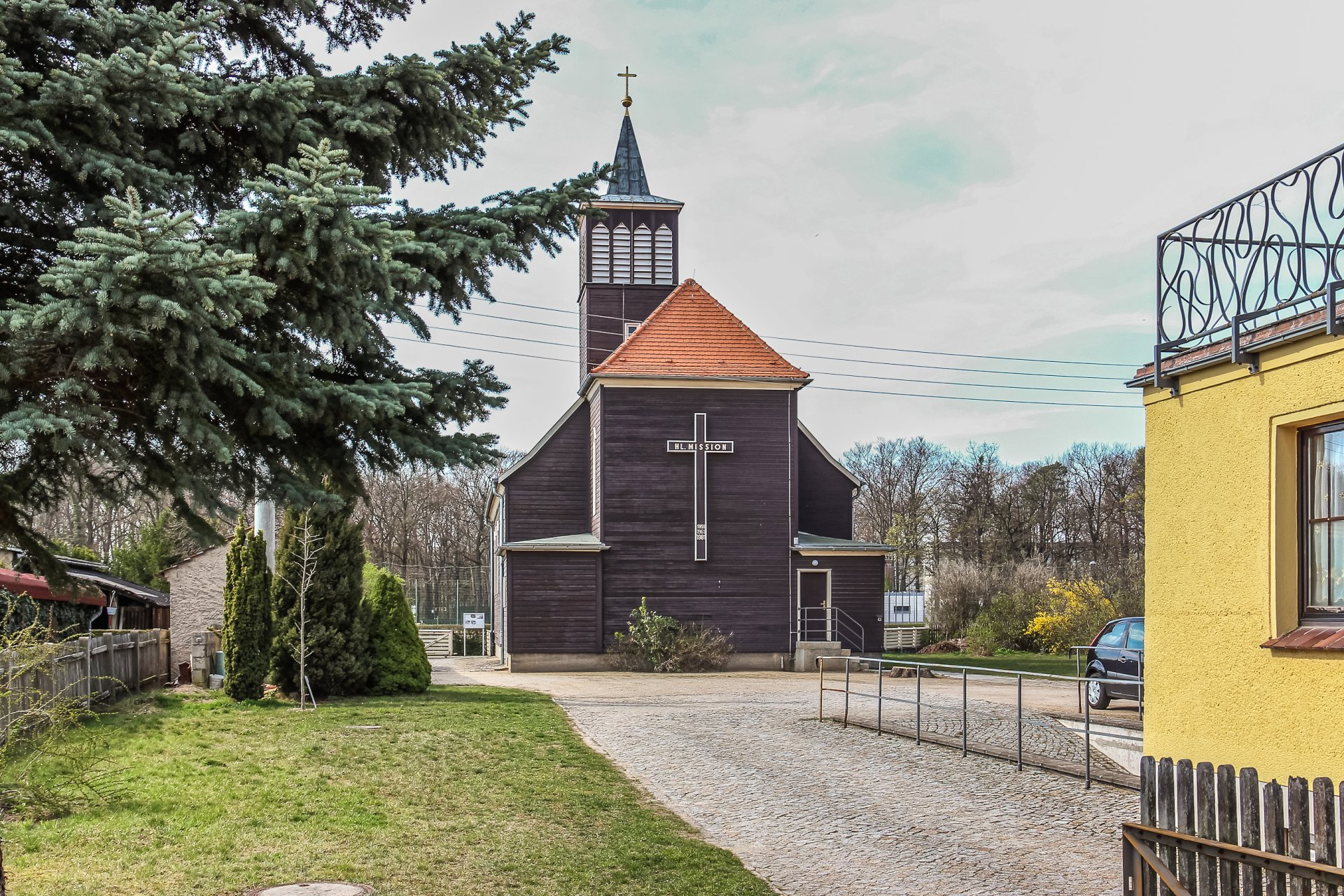
Pfarrkirche Sankt Josef in Neu-Ödernitz

Neu-Ödernitz entstand ursprünglich als Wohnsiedlung für die Arbeiter der Holz-, Metal- und Waggonbaufirma Christoph & Unmack aus Neuhof, die Wohnhäuser wurden als Holzhäuser in Tafelbauweise errichtet. Nach der Fertigstellung der geplanten Siedlung standen in Neu-Ödernitz 76 Häuser mit Platz für etwa 250 Familien. Durch das starke Bevölkerungswachstum entwickelte sich Neu-Ödernitz nach und nach zum größeren Ortsteil der Landgemeinde Ödernitz und wuchs mit der Stadt Niesky sowie der Gemeinde Neu-Särichen zusammen. 1919 wurde die Provinz Schlesien aufgeteilt und Neu-Ödernitz gehörte fortan zur Provinz Niederschlesien.
Im Jahr 1929 wurden die Gemeinden Ödernitz (mit Neu-Ödernitz), Neuhof und Neu-Särichen nach Niesky eingegliedert. Mit 2377 Einwohnern, von denen die meisten in Neu-Ödernitz lebten, war Ödernitz die zweitgrößte der vier sich zusammenschließenden Gemeinden. 1935 am westlichen Rand von Neu-Ödernitz die katholische Pfarrkirche St. Josef gebaut. 1938 wurden die Provinzen Niederschlesien und Oberschlesien wieder zur Provinz Schlesien vereinigt, die 1941 wieder aufgelöst wurde. Nach dem Ende des Zweiten Weltkrieges fiel Neu-Ödernitz an die Sowjetische Besatzungszone. Am 16. Januar 1947 kam die Stadt Niesky mit Neu-Ödernitz zum Landkreis Weißwasser-Görlitz, der im folgenden Jahr in Landkreis Niesky umbenannt wurde. Seit 1949 gehörte Neu-Ödernitz zur DDR.
Bei der Kreisreform am 25. Juli 1952 kam Neu-Ödernitz zum Kreis Niesky im Bezirk Dresden. Dieser bestand nach der Wiedervereinigung zunächst als Landkreis Niesky im Freistaat Sachsen weiter und ging bei der Kreisreform im Jahr 1994 im neu gebildeten Niederschlesischen Oberlausitzkreis auf. Seit dessen Auflösung im August 2008 gehört Neu-Ödernitz zum Landkreis Görlitz.